# 大艦巨砲主義

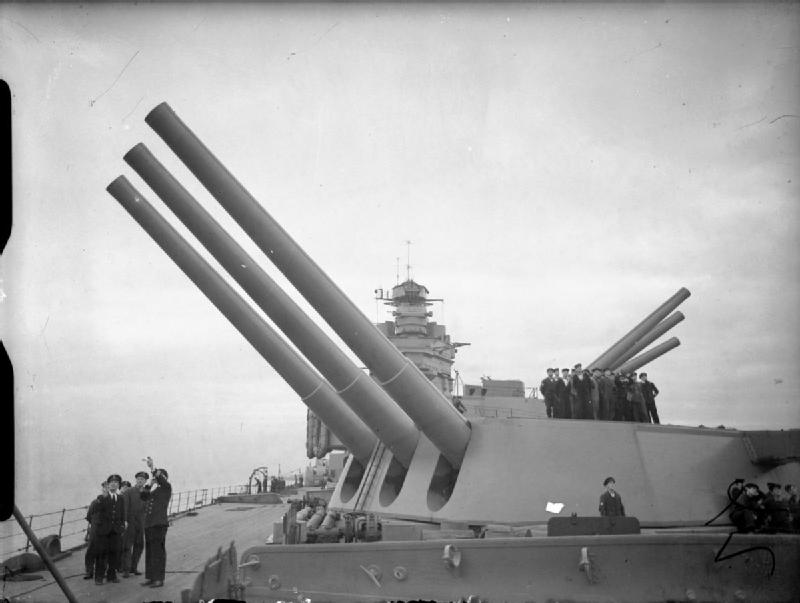
英國羅德尼號戰艦主砲（1940）

大舰巨炮主义是一种海军战略作战思想。其核心是利用装备大口径火炮的大型军舰，主要是战列舰以取得制海权。
在第一次世界大战前，無畏艦在英国誕生，這種戰艦在海上砲戰無往不利，继而触发德英以至全欧的大艦巨炮军备竞赛。一战结束后，军备竞赛在英美日三国之间仍在持续，各國戰艦越做越大。到1920年代末由于世界经济危机，美国又出现孤立主义，所以在1920－30年代曾稍稍停顿。1930年代末期，随着海军条约时代结束，列強军备竞赛又再次兴起，英美日德四国均试图建立世界最强的战列舰，大艦巨砲主義也達至頂峰，但此時二戰爆發，塔兰托战役以及偷袭珍珠港已經证明了飛機掌握主動性的強大之處，列強的萬噸戰列艦此時剛開始服役，在與飛機對決期間生存能力即遭到質疑，英美两国开始改變戰略，大量建造航空母舰，日本海軍則保留航母與戰艦平行的戰略。
大艦巨砲主義在二戰結束前其實就已經開始沒落。到了現代，海軍最大噸位的船隻以航空母艦為主力，戰艦與巡洋艦過大的配置變得過時，並在驅逐艦的基礎上引進的垂直發射系統，戰鬥利用更是便捷，使用大型艦裝備大砲的機會也已不復存在。

## 起源

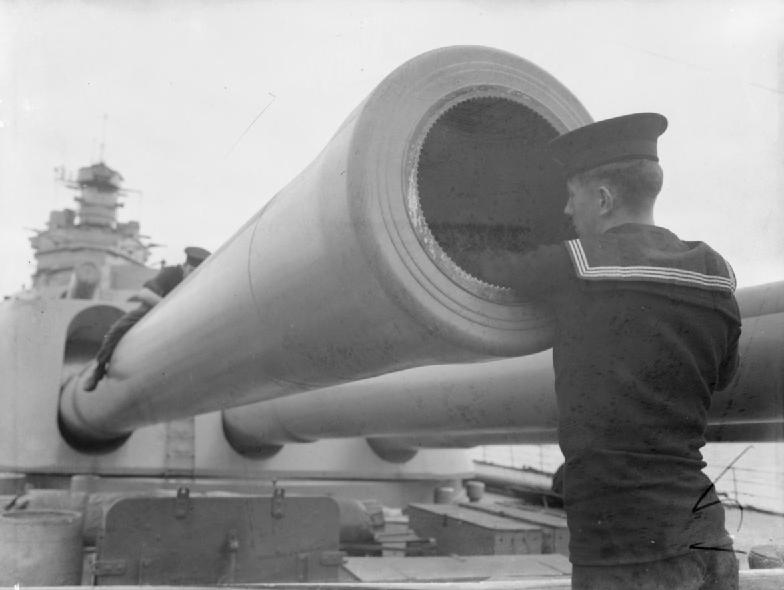
當時艦砲已經達16吋口徑

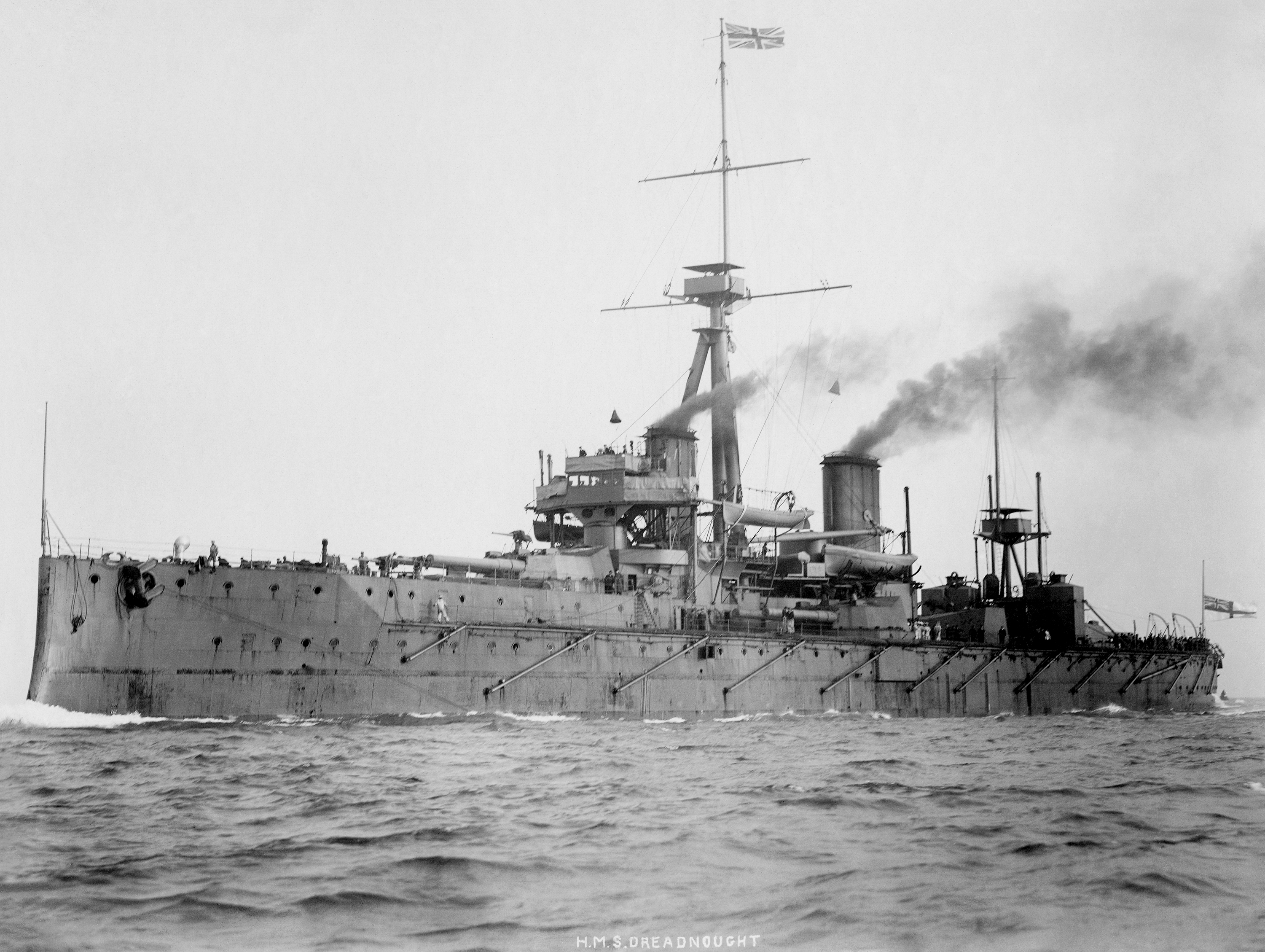
无畏号

19世紀末的海軍經歷了工業化，新式的技术，如全钢装甲、旋转炮塔、光学仪器、蒸汽轮机等陸續被發展安裝到船上，展现了不同於風帆時代的强大威力。英国的约翰·费舍尔爵士得出二級主炮（口徑小於主炮、大於副炮，用以輔助主砲戰鬥）战力低下，且造成测距、补给繁复困难，应在战列舰上统一大口径主炮的结论，这导致第一艘无畏舰——无畏号的出现，其理论是放大现有船舰的舰体，以容纳更厚的装甲及新型机组，从而提高防御力及速度；撤除所有二級主炮，进而装备统一的大口径主炮，以加强远程攻击力。這種新的裝甲戰船，集合了當時的最新技術，无畏舰的出现，一下子令当时所有的现役战列舰变得过时了。

## 发展
在一战中，英德的大舰队大部分时间都待在港口内，较少出来活动。但在1916年5月底英国的本土舰队和德国公海舰队的主力在丹麦日德兰半岛附近进行了一次大海战，即日德兰海战。双方均出动各自海军的精华，包括44艘战列舰和16艘战列巡洋舰。在这次海战中大舰巨炮主义发展到了顶端，战列舰的进退主宰了所有行动。这次海战中所暴露出的问题也为战列舰的发展提供了很多经验。
到1920年代，大舰巨炮已经是各国海军一致走的路，主炮开始追求大口径的16寸火炮，而装甲要抵得住同型火炮的威力，速度一般要在23節（每小時23海里）以上。当时日本的加贺级、美国的南达科他级、級等都是即将出笼的战列舰或战列巡洋舰，但伦敦海军条约和华盛顿海军条约的来临，令这些舰只中途夭折，一部分成为了航空母舰，一部分则解体了事。

## 二战

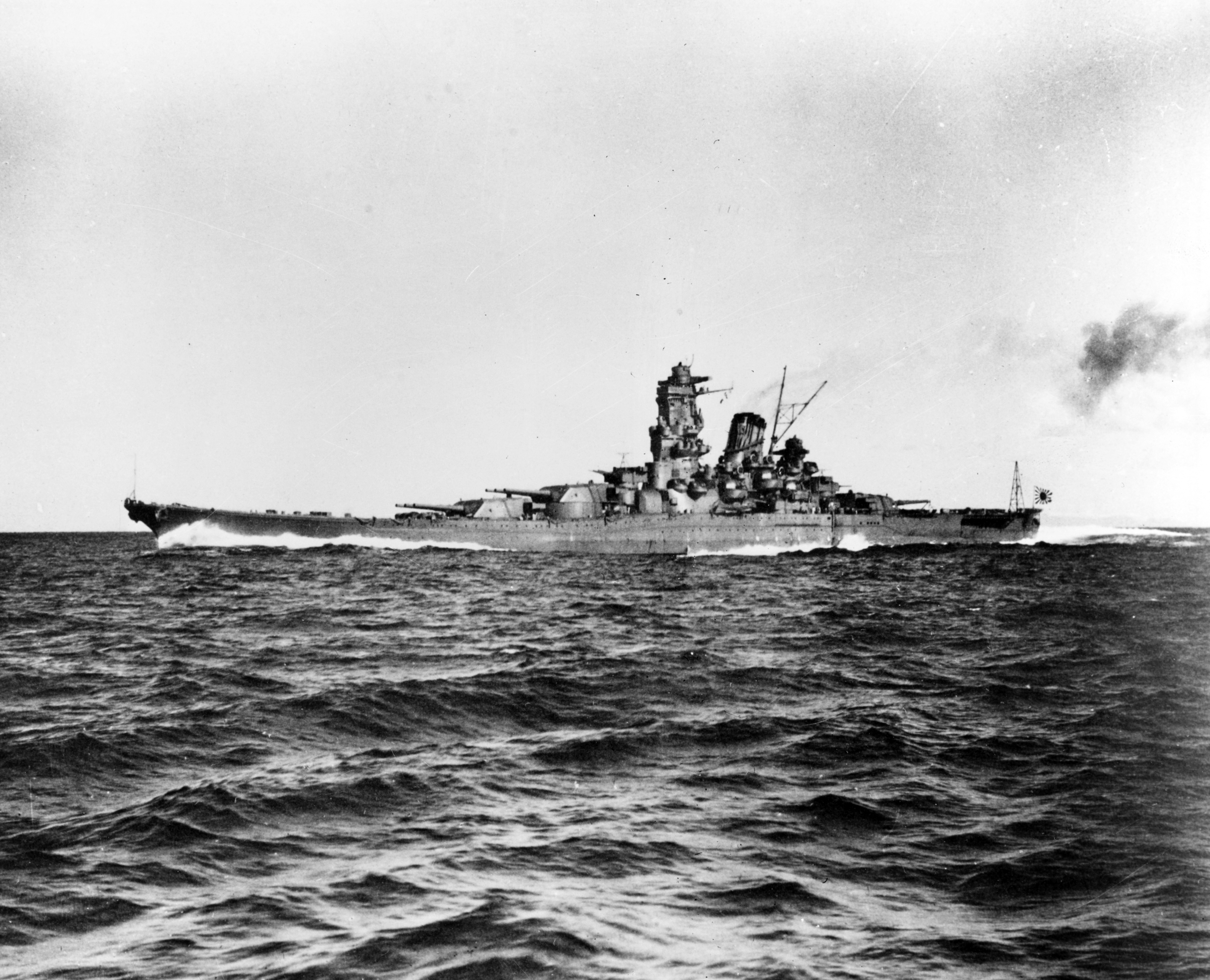
大和型一號艦，大和號

30年代末期，条约时代结束，各国再度开始建造大型战舰，英法美日德意都企图建立强大的战列舰队。当时战列舰都装备15英寸或更大的主炮，而各国亦试图建造更大口径的超级主炮，但最后仅日本继续研制并将460毫米火炮装上大和级上。不过到了二战，大舰巨炮主义已经没落。各国在珍珠港一役后意识到航空母舰和潜艇已取代了战列舰成为新的海上霸主，所以都将大部分资源用作建造航母或潜艇，而战列舰也由主力降为了航母编队的警戒舰和炮轰陆地目标的军舰。在战争后期仅有美国和英国还在继续建造战列舰。

## 没落
大舰巨炮主义的没落，其一是因為潛艇技術已漸漸成熟，龐大且不具反潛能力的戰艦更容易遭到攻擊，但更主要的原因是航空母艦的發展，在舰载机面前，航速再快的戰艦也只是一隻速度極慢的猎物。在軍事思想家威廉·米切尔於1921年7月21日舉辦的戰艦打擊實驗中，證明航空機轟炸比艦炮射擊更有效。在大量航空炸彈和鱼雷的攻击下，其配備的防空武器不論數量再多仍效果有限（尤其是在電腦系統與面對空飛彈開發出來前），战列舰接近航空母舰進入主炮射程前便可能被擊沉，更别说要先穿过由其他军舰组成的防线，在珍珠港事件此跡象已開始嶄露，但由於該戰役為偷襲戰而未重視這現象，不久後的馬來亞海戰便明白表現此事實，莱特湾海战更為清楚。所以在二战后，不再有國家造新戰艦，進而連巡洋艦也漸漸式微，航空母舰接著取代旗艦地位，對艦攻擊主力改以較小型機動性與功能性較高的驅逐艦，大舰巨炮主义也彻底走向没落。
儘管傳統戰艦和巡洋艦已多淡出了舞台，但仍參加了二十世紀的少數戰爭。美國愛荷華級戰艦曾投入1950年代的韓戰、1960年代的越戰和1991年的波斯灣戰爭並以重炮轟炸敵方的岸上防空設施，為航艦戰鬥群和轟炸機編隊清除障礙；在波灣戰爭時期，愛荷華級艦上全新追加的戰斧飛彈和魚叉飛彈的強大威力，使巡弋飛彈和反艦飛彈取代了艦砲，並成為戰艦的主要對地／對海攻擊手段。1982年爆發的福克蘭戰爭，阿根廷的貝爾格拉諾將軍號巡洋艦遭到英軍潛艇擊沉，證明了魚雷、反艦飛彈在海上戰鬥中優於艦砲的威力。在大艦巨砲主義走入尾聲後，隨之而來的是航空母艦配置的艦載機和潛艇配備的各型飛彈主導海上戰場的時代。

## 後續影響
大艦巨砲主義雖然在現實中沒落，但至今仍不少人對此抱有浪漫或憧憬的情懷，因此在流行文化裡仍有不少動漫、電影或遊戲延續此思想，在日本許多作品中可以看到如配置大型主砲、機密的巨型戰艦等武器設定，有些科幻作品也出現配置巨砲的高科技戰艦或宇宙戰艦。
現實中，雖然各國海軍多改以航空母艦做為戰略力量投射主力，但以大艦攜帶重火力的思想仍就未徹底斷絕。美國遲遲不肯拆解所有愛荷華級願意花錢保存甚至肯將密蘇里號短暫復役也證實了海軍仍認為大艦或許仍有派上用場的一天，甚至開始建造了噸位大過不少巡洋艦的朱姆沃爾特級驅逐艦，而冷戰時期苏联也造出龐大的基洛夫级巡洋舰做為戰略壓制。過去的大艦巨砲主義演變成今日的武库舰概念，這種想法或許會持續以不同型態續存著。